# اندرسن، شهرستان راک، ویسکانسین
اندرسن (به انگلیسی: Anderson) یک منطقهٔ مسکونی در ایالات متحده آمریکا است که در Janesville واقع شده‌است. اندرسن ۲۶۴٫۸۷ متر بالاتر از سطح دریا واقع شده‌است.